# Michiko (namn)

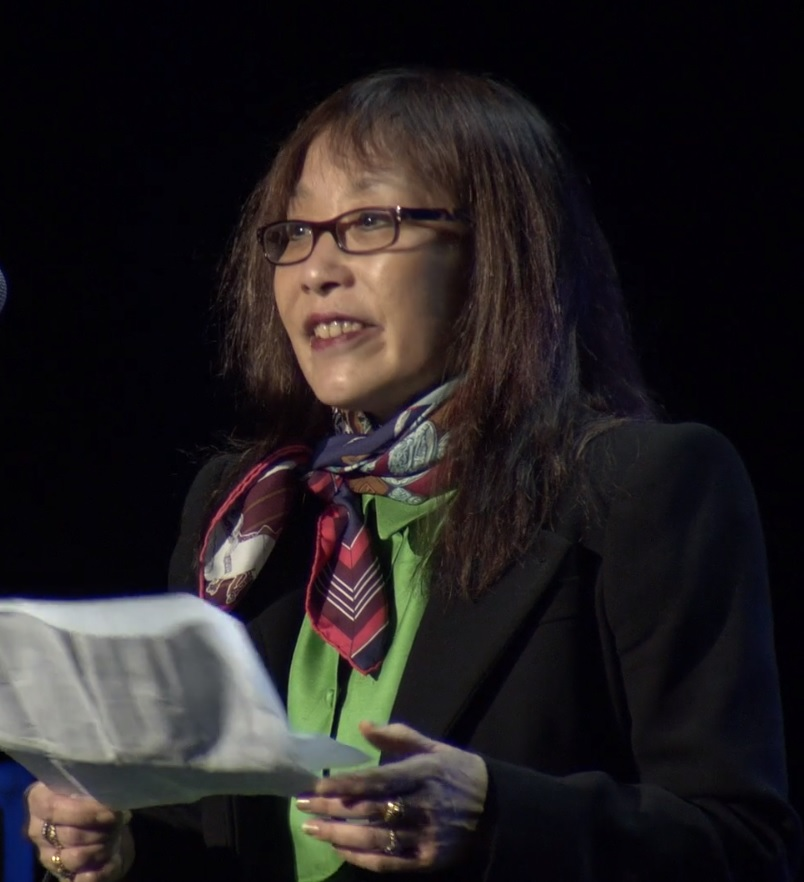
Michiko Kakutani, 2018.

Michiko är ett japanskt kvinnonamn. Beroende på hur namnet skrivs kan det betyda olika saker. Om det skrivs 美智子 betyder det "vackert vist barn".

## Kända personer med namnet Michiko
- Kejsarinnan Michiko av Japan